# Il 7° bersaglio
Il 7° bersaglio (La 7ème cible) è un film francese del 1984 diretto da Claude Pinoteau.

## Trama
Un ex reporter, Bastien Grimaldi, è vittima di minacce di morte. Subisce diversi attentati: viene anche speronato da un'auto di grossa cilindrata su un'autostrada. Un'altra volta è fatto bersaglio nella sua stessa casa con colpi provenienti dall'esterno mentre è al telefono con l'uomo che lo minaccia di morte. La polizia non riesce a venire a capo della situazione: l'uomo decide quindi di procedere egli stesso ad indagare sull'affare.
La storia si dipana attraverso le vicende intime del reporter, dei suoi amori con una bella ex che ancora lo ama e una nuova compagna maltrattata dal marito dal quale sta per divorziare. C'è poi la madre che nasconde un segreto al figlio: una storia d'amore clandestina di giovinezza che l'ha resa erede di importanti quadri d'autore. Fatto che Bastien scoprirà grazie ai suoi estorsori. Egli è infatti vittima di un'organizzazione di estorsori diretta da un personaggio losco e ambiguo, Hagner, che diventerà l'amante di una sua figlioccia, Laura, violinista. Si scopre poi che la stessa estorsione veniva ripetuta anche altrove con le stesse tecniche. La storia si concluderà a Berlino Ovest, con una rocambolesca fuga di Hagner che segnerà la sua morte.